# Culicoides alvarezi
Culicoides alvarezi är en tvåvingeart som beskrevs av Ortiz 1957. Culicoides alvarezi ingår i släktet Culicoides och familjen svidknott.
Artens utbredningsområde är Venezuela. Inga underarter finns listade i Catalogue of Life.